# عسة
العسة مهنة سعودية تاريخية، تعود إلى نحو 70 عامًا، كانت تمثل نظام الأمن في السعودية إلى جانب «الشرطة»، قبل أن تحل محلها منظومة الأمن الحديثة، وهي تعني «الحراسة» يعمل بها رجال يعرفون بالهيبة والقوة الجسمانية يسمون «العسس» أو «حراس الليل»، يظلون مستيقظون طوال الليل لحراسة الأحياء والمنازل والأسواق والممتلكات العامة والخاصة، وحماية القرى والهجر من اللصوص والقتلة والمفسدين، وهي في الأصل مهنة معروفة في تاريخ الدولة الإسلامية، وقد ذكر مصطلح العسة في «لسان العرب» وهو: عس، يعسُ، عسسًا، وعسا معناه طاف في الليل، ويرجع تاريخ المهنة إلى عهد الخليفة عمر بن الخطاب، فهو أول من سنّ هذا العمل، وتوجد أيضًا في تاريخ دول الخليج العربي ولكن بمسميات أخرى وتفاصيل مختلفة تخص تقاليد كل بلد، وهي من المهن التي حلت محلها مهن أخرى حديثة، فلم يعد لها وجود.

## عمل العسة
يبدأ عمل رجال العسَّة بعد صلاة العشاء، وتحديدًا عند العاشرة مساء، حيث تخفّ حركة الناس اليومية حتى تختفي، ويخيم السكون على الأحياء والقرى، وتُغلق البوابات. يتجولون في الليل بلا أسلحة عدا كشّاف يدوي يضيء طريقهم، وصافرة يستخدمونها عند الحاجة كأداة إنذار، وعادةً ما يتم اختيارهم بناءً على قوتهم الجسمانية ولياقتهم ودقة ملاحظتهم وحساسيتهم تجاه المخاطر.

## الزي الرسمي للعسة
يتكون الزي الرسمي لرجال العسة من بنطال وقميص وحزام عسكري «قايش»، وغترة باللون الأخضر تميزهم عن غيرهم.